# Montigny-la-Resle
Montigny-la-Resle es una localidad y comuna francesa situada en la región de Borgoña, departamento de Yonne, en el distrito de Auxerre y cantón de Ligny-le-Châtel.

## Demografía
| 545 | 556 | 627 | 630 | 698 | 664 | 711 | 738 | 702 | 740 | 765 | 768 | 796 | 796 | 807 | 754 | 744 | 745 | 679 | 602 | 460 | 460 | 438 | 469 | 448 | 456 | 416 | 419 | 359 | 496 | 548 | 548 | 612 |
| Para los censos de 1962 a 1999 la población legal corresponde a la población sin duplicidades (Fuente: INSEE [Consultar]) |     |     |     |     |     |     |     |     |     |     |     |     |     |     |     |     |     |     |     |     |     |     |     |     |     |     |     |     |     |     |     |     |